# Точилін Віктор Олександрович
Ві́ктор Олекса́ндрович Точи́лін (нар. 5 вересня 1943, ст. Шаумяна Георгіївського району Ставропольського краю РФ — пом. 7 листопада 2013, Київ) — український вчений-економіст, доктор економічних наук, професор, заслужений економіст України (2004).

## Біографія
Народився 5 вересня 1943 в станиці Шаумяна Георгіївського району Ставропольського краю РФ.
У 1965 вступив на факультет кібернетики за спеціальністю «економічна кібернетика» Київського державного університету ім. Т. Г. Шевченка. Науковою діяльністю почав займатись ще в студентські роки. У 1967 став учасником Першої Всесоюзної конференції молодих вчених та аспірантів з проблем економічної кібернетики (м. Москва).
Після закінчення університету розпочав свій трудовий шлях на посаді молодшого наукового співробітника відділу економічної кібернетики Інституту економіки Національної академії наук України.
У 1976 захистив кандидатську дисертацію на тему «Использование экономико-математических методов в совершенствовании ценообразования». У 1992 році захистив докторську дисертацію на тему «Методология формирования равновесных цен (на базе развития принципа корректности экономико-математических моделей)».
У 1999 році йому було присвоєно вчене звання професора.
Указом Президента України від 01.03.2004 № 260 Точиліну В. О. присвоєно почесне звання «Заслужений економіст України».
З 2007 працює в Державній установі «Інститут економіки та прогнозування НАН України», де завідує відділом секторальних прогнозів та кон'юнктури ринків. Є членом науково-експертної ради при Антимонопольному комітеті України.
Помер 7 листопада 2013 року.

## Наукові досягнення
Віктор Олександрович є автором 150 наукових публікацій у тому числі 24 монографій, з яких 2 індивідуальні, зокрема: «Оптимізація міжгалузевих зв'язків та цін» (1979), «Коректність економіко-математичних моделей» (1989), «Економіка України: підсумки перетворень та перспективи зростання» (2000), «Розвиток секторів і товарних ринків України» (2001), «Формування галузевих ринків України: перехідний період» (2003).
В його наукових роботах обґрунтовуються засади ефективної економічної політики регулювання та розвитку ринків базових секторів національної економіки. Під науковим керівництвом і за участю Віктора Олександровича було підготовлено більше 100 наукових доповідей та доповідних записок з актуальних проблем паливно-енергетичного, металургійного та аграрного секторів економіки України та відповідних товарних ринків, обґрунтовано пропозиції щодо перспективного розвитку реального сектора економіки виходячи з потреб ринків.
Точилін В. О. є членом редакційних колегій наукових та науково-аналітичних журналів «Економіка і прогнозування», «Економіст», «Економіка підприємства», «Економіка, енергетика, екологія».